# Illa Meery
Illa Meery, de son vrai nom Mara Tchernichef-Besobrasoff (16 mai 1915, Moscou - octobre 2010 Southampton (État de New York, États-Unis) est une aventurière, chanteuse et actrice française d'origine russe.

## Biographie
Elle est la fille du comte Alexandre Alexandrovitch Tchernychev-Bezobrazov et de Marie Nicolaïevna née Chtcherbatova. Elle arrive en France en 1919 avec ses parents et son frère aîné, réfugiés après la révolution bolchevique d'abord à Marseille puis à Paris. Elle suit les cours de l'école russe de la rue Daru. Après quelques figurations dans des films, elle devient mannequin chez Chanel, puis Schiaparelli. À cette époque elle cohabite avec le peintre Vladimir Barjansky, ami de Philippe de Rothschild dont elle devient la maîtresse et qui la fait engager dans le film Lac aux dames qu'il finance.
Plus tard, elle rencontre un escroc professionnel Joseph Goldstein dit Dorélis avec qui elle se met en couple et bien vite elle est menacée d'expulsion par la police car détentrice d'un Passeport Nansen.
Le 19 juillet 1939, elle épouse à Paris l'acteur Henri Garat. En 1940, le couple se réfugie au Brésil. 
Rentrée en France en 1942, elle développe des liens avec les autorités d'Occupation et les trafiquants du marché noir en s'associant à différentes affaires sous le nom de Madame Garat. Elle deviendra  la maîtresse d'Henri Lafont, chef de la Gestapo française de la rue Lauriston et fera partie de celles que l'on a appelé les comtesses de la Gestapo. Elle aura de nombreuses liaisons avec des officiers allemands et notamment des membres du SD.
Maîtresse d'Hans Leimer, un officier SS chargé d'envoyer en Allemagne les marchandises réquisitionnées, elle fut arrêtée en juillet 1944 par la Gestapo, son amant étant envoyé sur le front russe et elle est envoyée en Allemagne pour être jugée à Berlin.
Arrêtée par les Américains en mai 1945, elle est remise aux autorités françaises et écrouée à Fresnes le 6 septembre. Le 5 juin 1945, elle est condamnée par le tribunal de la Seine à deux ans de prison et confiscation d'un tiers de ses biens. Elle est poursuivie à titre civil par une personne dont elle avait pris les biens, procès qui dure des années. 
Elle prétend avoir été à partir de 1935 agent de renseignement soviétique et avoir pénétré le contre-espionnage allemand vers 1942 sans qu'aucun élément puisse permettre de le vérifier.

## Filmographie
- 1928 : Princesse Olala de Robert Land : Hedy
- 1928 : Der Raub der Sabinerinnen de Robert Land
- 1929 : Das Weisse Paradies de Max Neufeld : Lucy Erskine
- 1929 : Cagliostro de Richard Oswald : Jeanne de La Motte
- 1933 : Les Aventures du roi Pausole d'Alexis Granowsky
- 1934 : Lac aux dames de Marc Allégret : Anika
- 1934 : Zouzou de Marc Allégret : Miss barbara
- 1934 : Pension Mimosas de Jacques Feyder : Vilma